# ویرا پریدری
ویرا پریدری (انگلیسی: Viera Perederiy؛ زادهٔ ۲۸ فوریهٔ ۱۹۹۰) ژیمناست ریتمیک اهل اوکراین است.